# أيام الصلاة من أجل المطر في ولاية تكساس
أيام الصلاة من أجل المطر في ولاية تكساس (بالإنجليزية: Days of Prayer for Rain in the State of Texas) كانت فترة محددة من الجمعة 22 أبريل 2011 إلى الأحد 24 أبريل 2011، طلب خلالها حاكم ولاية تكساس ريك بيري من أهل تكساس الصلاة من أجل «شفاء أرضنا تكساس» وإنهاء الجفاف. وأشار الحاكم إلى أنه في الماضي تم تقوية تكساس «وطمأنتها ورفعها من خلال الصلاة»، ولذلك كان يعتقد أن الصلاة هي إجراء مناسب لمواجهة الجفاف.
حدد بيري أيام الصلاة في إعلان حاكم الولاية الصادر في 21 أبريل. تضمنت سوابق عمله مبادرات مماثلة في تكساس على مستوى البلديات وخدمة صلاة من أجل المطر بقيادة حاكم جورجيا سوني بيرديو في عام 2007.
لاقى الإعلان الذي لم يحدد نصًا للصلاة ودعا إلى بدء «أيام الصلاة» يوم الجمعة العظيمة بعض الانتقادات.

## ما بعد الصلاة
استمر الجفاف في التفاقم لمدة أربعة أشهر بعد أيام الصلاة. في حين أن 15-17٪ فقط من الولاية كانت تمر بجفاف استثنائي بحلول أواخر أبريل، ارتفعت النسبة إلى 50٪ بعد شهر، وبحلول أواخر يونيو كانت أكثر من 70٪ من الولاية تعاني من ظروف جفاف استثنائية، وهو المستوى الذي وصلت إليه واستمرت حتى 18 أغسطس 2011. خمدت معظم ظروف الجفاف بحلول نهاية الصيف عندما عادت الأمطار إلى أجزاء مختلفة من ولاية تكساس.
جاء أول هطول للأمطار الغزيرة في الولاية بعد أيام الصلاة بعد 168 يومًا في 9 أكتوبر 2011.